# Vektor (genetika)

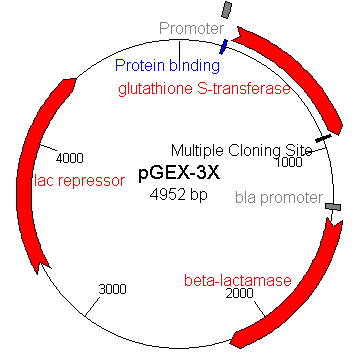
Mapa vektore pGEX, který je zajímavý tím, že obsahuje glutathion-S-transferázu umožňující efektivní označení bílkovin, jež jsou z plazmidu produkovány

Vektor pBR322 je vektorem klonovacím; obsahuje geny pro selekci na základě rezistence k antibiotikům a poměrně mnoho restrikčních míst

Vektor je v genetice jakákoliv částice DNA, kterou je možné cíleně vnášet do buňky příjemce, a to často včetně sekvence cizorodé DNA, která se do vektoru vloží a následně je v příjemcově buňce replikována a přepisována. Rozlišují se obvykle vektory plazmidového typu (odvozené z přirozeně se vyskytujicích plazmidů) a vektory virového typu odvozené z virů.
Vložení vektoru do buňky se nazývá dle cílové buňky: transformace (pro bakteriální buňky), transfekce (pro eukaryota), transdukce (pro viry).

## Klasifikace
Takto zhruba člení vektory klasická učebnice V. Vondrejse:
- Vektory plazmidového typu – obsahují replikační počátek (ori) a geny umožňující selekci či detekci úspěšných příjemců, obvykle jsou spíše menší (do cca 15 kB). K specifickým druhům patří:
  - klonovací vektory – umožňují snadné vložení libovolné sekvence DNA, obvykle jsou opatřeny tzv. polylinkerem s restrikčními místy
  - expresní vektory – obsahují silné promotory, umožňují efektivní přepis vložené sekvence DNA do mRNA a zpravidla následnou produkci proteinů v hostitelské buňce
  - podvojné vektory – takto se označují všechny vektory, které mohou být pomnoženy nejen v bakteriích, ale i v jiných organismech (např. v kvasinkách či v lidských buňkách)
- Vektory odvozené od bakteriofága lambda
- Kosmidy
- Vektory odvozené filamentárních bakteriofágů
- Fagemidy
- Kvasinkové arteficielní chromozomy
- Další vektory

Speciálním typem jsou integrativní vektory, které se přímo začleňují do genomu příjemce; ostatní vektory označujeme jako vektory replikativní, protože jsou schopny samostatné replikace v hostitelské buňce.